# داریفناسین
داریفناسین (Darifenacin) یک آنتی موسکارینی می‌باشد  که اسپاسم‌های عضلانی مثانه و مجرای ادراری را کاهش می‌دهد.
این دارو برای درمان علائم مثانه بیش از حد فعال، مانند ادرار کردن مکرر یا فوری و بی اختیاری (نشت ادرار) استفاده می‌شود.